# Список монархів Тонги
Король Тонга є абсолютним монархом країни. Титул передається від батька старшому сину у спадщину.

## Список королів
| № | Король              | Династія | Початок правління | Кінець правління |
| - | ------------------- | -------- | ----------------- | ---------------- |
| 1 | Джордж Тупоу I      | Тупоу    | 4 листопада 1875  | 18 лютого 1893   |
| 2 | Джордж Тупоу II     | Тупоу    | 18 лютого 1893    | 5 квітня 1918    |
| 3 | Салоте Тупоу ІІІ    | Тупоу    | 5 квітня 1918     | 16 грудня 1965   |
| 4 | Тауфа'ахау Тупоу IV | Тупоу    | 16 грудня 1965    | 11 вересня 2006  |
| 5 | Георг Тупоу V       | Тупоу    | 11 вересня 2006   | 18 березня 2012  |
| 6 | Тупоу VI            | Тупоу    | 18 березня 2012   | по сьогодні      |